# Стаханов, Алексей Григорьевич
Алексе́й Григо́рьевич Стаха́нов (21 декабря 1905 [3 января 1906], Луговая, Ливенский уезд, Орловская губерния, Российская империя — 5 ноября 1977, Торез, Донецкая область, Украинская ССР, СССР) — советский шахтёр, новатор угольной промышленности, основоположник Стахановского движения, Герой Социалистического Труда (1970).
В 1935 году группа, состоявшая из забойщика Стаханова и двоих крепильщиков, в ночь с 30 на 31 августа за 5 ч 45 мин добыла 102 тонны угля, что соответствовало 14 нормам выработки угля забойщика. Рекорд был приурочен к Международному юношескому дню. Впоследствии достижение Стаханова вылилось в массовое движение, известное как «стахановское движение», а также привело к появлению стахановцев в других отраслях: машинист на ж.-д. транспорте Пётр Кривонос, кузнец Александр Бусыгин, текстильщицы Евдокия и Мария Виноградовы и другие.

## Биография
Алексей Стаханов родился в деревне Луговая Ливенского уезда Орловской губернии:332-335. С 1927 года работал на шахте «Центральная-Ирмино» в посёлке Ирминский рудник Луганской области тормозным, коногоном, отбойщиком. По воспоминаниям самого Стаханова, он планировал, скопив денег на коня, вернуться в деревню, но знакомство с рабочим классом изменило его психологию. С 1933 года начал работать забойщиком на отбойном молотке. В 1935 году окончил на шахте курсы забойщиков.
В ночь с 30 на 31 августа 1935 года Стаханов, работая с двумя рабочими крепильщиками, провёл рекордную смену, добыв 102 тонны угля, в сентябре того же года повысил рекорд до 127 тонн. Рекордная смена Стаханова вызвала ответное движение. В ночь с 3 на 4 сентября парторг участка М. Д. Дюканов добыл 115 тонн угля за смену, 5 сентября комсорг Д. Концедалов добыл 125 т., 9 сентября Стаханов обновил свой рекорд, добыв 175 тонн, 11 сентября Н. А. Изотов добыл 240 т., позднее доведя выработку до 640 тонн за смену. Вскоре движение вышло за пределы отрасли, распространившись на всю страну, и получило название «Стахановское движение». После рекорда Стаханов был принят в партию и награждён орденом Ленина, направлен на учёбу в Промакадемию. Существует предположение, что в это время, из-за журналистской ошибки, настоящее имя Стаханова — Андрей — было изменено на Алексей. Сталин, узнав об этом, якобы заявил: «„Правда“ ошибаться не может!». С тех пор Стаханов стал Алексеем, тем не менее дочь Стаханова Виолетта Алексеевна это отрицает. По мнению издания «Проверено. Медиа», миф про смену имени Стаханова возник из-за эффекта ложной коллективной памяти, из-за чего Стаханова перепутали с другим ударником, Никитой Изотовым, который по документам действительно имел другое имя, Никифор. В «Правде», однако, он был упомянут под именем Никита, хотя имя по документам не менял.
В 1936—1941 годах учился в Промакадемии в Москве. В 1937 году избран депутатом Верховного Совета СССР. В 1941—1942 годах — начальник шахты № 31 в Караганде. В 1943—1957 годах работал начальником сектора социалистического соревнования в Народном комиссариате угольной промышленности СССР в Москве. Жил в известном Доме на набережной.
В 1957 году вернулся в Донецкую область. До 1959 года был заместителем управляющего трестом «Чистяковантрацит», с этого поста в том же году он был понижен в должности до помощника главного инженера шахтоуправления № 2/43 треста «Торезантрацит». С 1974 года — на пенсии.
Последние месяцы своей жизни Алексей Стаханов провёл в больнице. Существует мнение, что он сошёл с ума на почве хронического алкоголизма. Дочь Стаханова Виолетта утверждала, что это не так и что отделение для больных с поражением сосудов головного мозга в маленьком городе Торезе находилось в психиатрической клинике. Умер 5 ноября 1977 года на 71-м году жизни. Похоронен на городском кладбище в городе Торезе Донецкой области.

## Рекордная смена
В ночь с 30 на 31 августа 1935 года за смену (5 ч. 45 мин.) вместе с двумя крепильщиками добыл 102 тонны угля при норме на одного забойщика в 7 тонн, в 14 раз превысив эту норму и установив рекорд. Причина успеха была в новом разделении труда. До этого дня в забое одновременно работали несколько человек, которые вырубали при помощи отбойных молотков уголь, а затем, чтобы избежать обвала, укрепляли брёвнами свод шахты. За несколько дней до установления рекорда в беседе с забойщиками Стаханов предложил кардинально изменить организацию труда в забое. Забойщика необходимо освободить от крепёжных работ, чтобы он только рубил уголь. «Если разделить труд, то можно за смену не 9, а 70—80 тонн угля нарубить» — заметил Стаханов. 30 августа 1935 года в 10 часов вечера в шахту спустились Стаханов, крепильщики Гаврила Щиголев и Тихон Борисенко, начальник участка Николай Машуров, парторг шахты Константин Петров и редактор многотиражки Михайлов. Включили время отсчёта начала работы.
Стаханов уверенно работал, мастерски рубя угольные пласты. Крепившие за ним Щиголев и Борисенко намного отставали. Несмотря на то, что Стаханову нужно было прорубить 8 уступов, перерезав в каждом куток, что занимало много времени, за 5 часов 45 минут работа была выполнена. Когда подсчитали результат, оказалось, что Стаханов нарубил 102 тонны, выполнив 14 норм и заработав 220 рублей.
Этот рекорд доказал эффективность такого метода и способствовал изменению технологии труда шахтёров. Дата рекорда была приурочена к Международному юношескому дню.
Примеру последовали на других шахтах Донбасса, затем — в других областях производства. Появилось поощряемое коммунистической партией движение последователей — стахановцев. Похожие движения в рабочей среде были позже развёрнуты и в других социалистических странах. Инициатором поступка Стаханова стал парторг шахты К. Г. Петров. Он же и подобрал исполнителя, выбрав его из нескольких кандидатов, руководствуясь их опытом работы и физическими данными. Одним из кандидатов на рекордную смену был М. Д. Дюканов, который через несколько дней, при содействии того же Петрова, довёл рекорд до 114 тонн, как и Стаханов, был награждён орденом Ленина и Трудового Красного Знамени, но именно Стаханов снискал славу первопроходца.

## Высшая награда
Указом Президиума Верховного Совета СССР от 23 сентября 1970 года за большие достижения в развитии массового социалистического соревнования, за достижение высокой производительности труда и многолетнюю деятельность по внедрению передовых методов работы в угольной промышленности помощнику главного инженера шахтоуправления № 2—43 комбината «Торезантрацит» Алексею Григорьевичу Стаханову присвоено звание Героя Социалистического Труда с вручением ордена Ленина и золотой звезды «Серп и Молот».

## Семья
Отец — Григорий Варламович. Мать — Анна Яковлевна.
- 1-й брак (фактический) — с Евдокией Ивановной Русаковой. Молдаванка. Работала в столовой шахтёрского посёлка[15].
  - Дети: Клавдия (род. 1933), Виктор (род. 1934). Дети от первого брака Стаханова воспитывались им и Галиной Ивановной, так как первая супруга приняла решение не переезжать в Москву. Клавдия Алексеевна стала инженером, Виктор Алексеевич — военный (окончил Суворовское училище и военное училище имени Верховного Совета).
- 2-й брак (был зарегистрирован) — с Галиной Ивановной Бондаренко. Стаханов женился на ней, когда девушке было всего 14 лет (для того, чтобы расписаться, приписали 2 года).
  - Дети: Виолетта (род. 1940) и Алла (1943—1983). Кроме того, двое детей — сын Володя и дочь Эмма — умерли, не дожив до года. Виолетта окончила Институт иностранных языков; у неё выросли дочь Наталья и внук Алексей, который, чтобы сохранить фамилию Стаханов, добавил её к фамилии отца[16]. Дочь Алла окончила ГИТИС, потом Академию общественных наук, защитила кандидатскую диссертацию по документальному кино. Работала на телевидении. Скончалась от приступа астмы, у неё осталась дочь Екатерина.
- 3-й брак — зарегистрирован в Торезе, куда перевели Стаханова — Антонина Фёдоровна. После смерти Стаханова брак был аннулирован, и пенсию вдовы Героя Социалистического Труда платили Галине Ивановне.

## Память
- Несколько населённых пунктов в СССР были названы Стаханово.
- 15 февраля 1978 года город Кадиевка был переименован в Стаханов[17].
- Имя Стаханова присвоено двум шахтам в Донбассе и Кузбассе, ПТУ № 110 в городе Торезе, где много раз выступал и где был похоронен Стаханов.
- Его именем названа улица в городе Торезе, на которой располагался дом Алексея Стаханова, также в честь Стаханова названы улицы в Липецке, Владикавказе, Самарe, Перми, Кирове, Пскове, Краснодаре, Мончегорске, Тюмени, Салавате, Ишимбае, а также в Москве, Санкт-Петербурге, Екатеринбурге, Минске[18] и других городах.
- Станция Московского метрополитена на Некрасовской линии получила название «Стахановская».
- Учреждено 26 стипендий имени А. Г. Стаханова для лучших учащихся профессиональных училищ республики[19].

## Награды и звания
- Награждён орденом Ленина, по решению Политбюро ЦК ВКП(б) принят в члены партии без кандидатского стажа (1936).
- Указом Президиума Верховного Совета СССР от 23 сентября 1970 года был награждён вторым орденом Ленина и удостоен звания Героя Социалистического Труда.
- Награждён орденом Трудового Красного Знамени и медалями.
- Удостоен нагрудного знака «Шахтёрская слава» трёх степеней.
- Фотография Стаханова была помещена на обложку журнала «Time» в декабре 1935 года[20].